# Nawadwip
Nawadwip lub Nabadwip, Nawadwipa, Nabadwipdham (beng. নবদ্বীপ}) – miasto i stolica okręgu w stanie Bengal Zachodni w Indiach. Ważny ośrodek pielgrzymkowy gaudija wisznuizmu, związany z postacią Ćajtanji Mahaprabhu.
Nazwa miasta oznacza „Dziewięć wysp” na rzece Hooghly. W XII w. i XIII w. było stolicą Cesarstwa Sena.  Podbite przez muzułmanów w 1202 wraz z całym Bengalem. Przez pięć kolejnych stuleci ważny ośrodek naukowy, zwany „Oksfordem Bengalu”. Miejsce zamieszkania i działalności Ćajtanji Mahaprabhu (1486–1533). Miejsce świąt i festiwali religijnych (m.in. Gaura Purnima i Nawadwipa Mandala Parikrama). W mieście rozwinął się przemysł metalowy oraz ceramiczny.
W Polsce nazwa tego miasta pojawia się często w publikacjach hinduistycznych, a Świątynia Nowe Nawadwip we Wrocławiu również wzięła stąd swoją nazwę.